# Почётная грамота Президента Российской Федерации
Почётная грамота Президента Российской Федерации — награда Президента Российской Федерации, форма поощрения за заслуги в защите Отечества и обеспечении безопасности государства, укреплении законности, охране здоровья и жизни, защите прав и свобод граждан, государственном строительстве, экономике, науке, культуре, искусстве, воспитании, просвещении, спорте, благотворительной деятельности и иные заслуги перед государством.

## Положение
Грамотой награждаются государственные деятели, видные деятели в области науки, культуры, искусства, воспитания, просвещения и спорта, авторитетные представители общественности и деловых кругов, граждане Российской Федерации, внёсшие значительный вклад в реализацию государственной политики Российской Федерации и, как правило, имеющие широкую известность.
Грамота вручается Президентом Российской Федерации в торжественной обстановке или по его поручению руководителем Администрации Президента Российской Федерации, полномочным представителем Президента Российской Федерации в федеральном округе, или по поручению руководителя Администрации Президента Российской Федерации другим должностным лицом.

## История
Учреждена Указом Президента Российской Федерации от 11 апреля 2008 года № 487 «О Почётной грамоте Президента Российской Федерации и благодарности Президента Российской Федерации».
Этим указом были утверждены Положение о Почётной грамоте Президента Российской Федерации и об объявлении Благодарности Президента Российской Федерации, образец бланка Почётной грамоты, описание и рисунок нагрудного знака к Почётной грамоте.

## Нагрудный знак

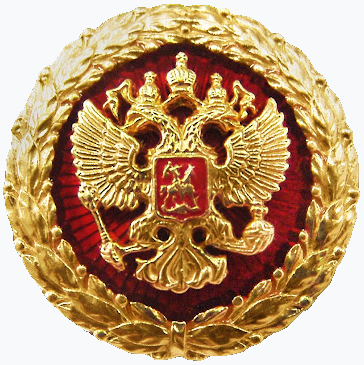
Нагрудный знак к почётной грамоте Президента Российской Федерации

Знак серебряный с позолотой, диаметром 20 мм, представляет собой круглый золотистый лавровый венок.
С лицевой стороны, поле венка покрыто рубиновой эмалью, в центре — накладное изображение Государственного герба Российской Федерации.
На оборотной стороне — приспособление для крепления к одежде и номер.

## Льготы и поощрения
По Указу Президента Российской Федерации от 25 июля 2006 года № 765 «О единовременном поощрении лиц, проходящих федеральную государственную службу», при поощрении Президентом Российской Федерации выплачивается единовременное поощрение в размере двух окладов месячного денежного содержания (для прокурорских работников — в размере двух должностных окладов и в двукратном размере доплаты за классный чин).

## Награждённые
Список — Награждённые Почётной грамотой Президента Российской Федерации